# Lamezia Milano
Lamezia Milano è un singolo del cantautore italiano Brunori Sas, pubblicato il 28 aprile 2017 come terzo estratto dal quarto album in studio A casa tutto bene.

## Tracce
- Download digitale

1. Lamezia Milano – 3:52